# Маланкарський обряд

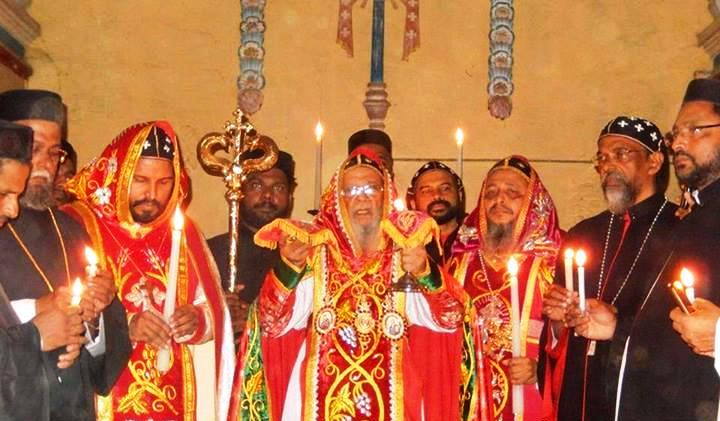
Літургія обряду Маланка в Сирійській християнській церкві якобітів Маланкари

Маланкарський обряд — форма західносірійського літургійного обряду, що практикується кількома церквами християнської Святого Томи в штаті Керала, Індія. Західносирійську літургію привіз до Індії сирійський православний єпископ Єрусалимський Грегоріос Абдал Джаліл у 1665 році; у наступні десятиліття Маланкарський обряд виник як літургія Маланкарської церкви, однієї з двох церков, що еволюціонувала внаслідок розколу християнської громади Святого Томи в 17 столітті. Сьогодні це практикують різні церкви, що походять від Маланкарської церкви, а саме сирійська церква Маланкара Мар Тома, православна сирійська церква Маланкари (Індійська православна церква), сирійська християнська церква якобітів, Сиромаланкарська католицька церква та Малабарська незалежна сирійська церква.